# Toni Cade Bambara
Toni Cade Bambara, ursprungligen Miltona Mirkin Cade, född 25 mars 1939, död 9 december 1995,  var en afroamerikansk författare, dokumentärfilmare, aktivist och universitetslärare.

## Biografi
Bambara avlade kandidatexamen i teatervetenskap och engelsk litteratur vid Queens College 1959. 